# Velika Strmica
Velika Strmica je naselje v Občini Mokronog - Trebelno.